# Blue Sunshine
Blue Sunshine è il primo e unico album di studio del supergruppo The Glove, pubblicato il 23 agosto 1983.

## Il disco
I Glove pubblicarono solamente un album, Blue Sunshine, dal quale furono estratti due singoli, Like an Animal e Punish Me With Kisses. Il titolo si riferisce a quello dell'omonimo film horror americano del 1977 (in Italia intitolato Sindrome del terrore), in cui chi fa uso di una immaginaria variante di LSD, chiamata "Blue Sunshine", dopo alcuni anni perde i capelli e sviluppa istinti assassini, e la cui colonna sonora, composta da Charles Gross, fornì più di uno spunto al gruppo.
A causa dei vincoli contrattuali con la Fiction Records, che proibivano a Robert Smith di cantare stabilmente con una band diversa dai The Cure, il ruolo di voce solista fu affidato alla ballerina e cantante dilettante Jeanette Landray e Smith canta in due sole canzoni: Mr. Alphabet Says e Perfect Murder. I testi furono scritti tutti da Steven Severin, con l'eccezione di Perfect Murder, Like an Animal e Sex-Eye-Make-Up, scritti da Smith, che si concentrò prevalentemente sui suoni e la musica.
Nel 1990 ne fu pubblicata una ristampa con l'aggiunta di tre bonus track, mentre nell'agosto 2006 fu pubblicata un'edizione "Deluxe" rimasterizzata, che include anche le versioni demo di tutti i brani cantate da Robert Smith.

## Tracce
1. Like an Animal – 4:44
2. Looking Glass Girl – 4:56
3. Sex-Eye-Make-Up – 4:24
4. Mr. Alphabet Says – 3:50
5. A Blues in Drag – 3:12
6. Punish Me with Kisses – 3:12
7. This Green City – 4:34
8. Orgy – 3:19
9. Perfect Murder – 4:28
10. Relax – 6:03
11. Mouth to Mouth – 5:35 – B-side di Like an Animal (bonus track ristampa 1990)
12. The Tightrope – 3:12 – B-side di Punish Me with Kisses (bonus track ristampa 1990)
13. Like an Animal (Club? What club?) – 6:36 – B-side di Like an Animal (bonus track ristampa 1990)

### Tracce Deluxe Edition (2006)
CD 1The Original Album (and Bonus Tracks)
1. Like an Animal
2. Looking Glass Girl
3. Sex-Eye-Make-Up
4. Mr. Alphabet Says
5. A Blues in Drag
6. Punish Me with Kisses
7. This Green City
8. Orgy
9. Perfect Murder
10. Relax
11. The Man From Nowhere (Original Instrumental Mix)
12. Mouth to Mouth (Landray Vocal Mix)
13. Punish Me With Kisses (Mike Hedges Mix)
14. The Tightrope (Original Instrumental Mix)
15. Like an Animal (12" Club? What Club? Mix)

CD 2Rarities (1983)
1. Like An Animal (RS Vocal Demo)
2. Looking Glass Girl (RS Vocal Demo)
3. Sex-Eye-Make-Up (RS Vocal Demo)
4. Mr. Alphabet Says (RS Vocal Demo)
5. A Blues In Drag (RS Vocal Demo)
6. Punish Me With Kisses (RS Vocal Demo)
7. This Green City (RS Vocal Demo)
8. Orgy (RS Vocal Demo)
9. Perfect Murder (Alt RS Vocal Demo)
10. Relax (Alt RS Vocal Demo)
11. The Man From Nowhere (Alt Instrumental Mix)
12. Mouth To Mouth (RS Vocal Demo)
13. Opened The Box (A Waltz) (RS Vocal Demo)
14. The Tightrope (Almost Time) (RS Vocal Demo)
15. And All Around Us The Mermaids Sang (aka Torment) (RS Vocal Demo)
16. Holiday 80 (Original Instrumental Mix)

## Formazione

### Gruppo
- Steven Severin - basso elettrico
- Robert Smith - chitarra, tastiere, drum machine, voce (#4,9)

### Altri musicisti
- Jeanette Landray - voce (#1-3,6-8,11,13)
- Martin McCarrick - violoncello
- Ginny Heyes - violino
- Anne Stephenson - violino
- Andy Anderson - batteria

## Singoli
- Like an Animal (agosto 1983). B-sides: Mouth to Mouth, Like an Animal (Club? What club?).
- Punish Me with Kisses (settembre 1983). B-sides: The tightrope.